# Pseudocuma diastyloides
Pseudocuma diastyloides is een zeekommasoort uit de familie van de Pseudocumatidae. De wetenschappelijke naam van de soort is voor het eerst geldig gepubliceerd in 1897 door Georg Ossian Sars.